# Rådhustorget, Piteå

Rådhustorget i Piteå är tillsammans med Stora torget i Uppsala ett av Sveriges två bevarade 1600-talstorg..

Vid Rådhustorget ligger bland annat Piteå museum i det tidigare rådhuset.